# Hôtel Balima
Pour les articles homonymes, voir Balima (homonymie).
L'Hôtel Balima, ou simplement le Balima, est un hôtel historique situé sur l'avenue Mohammed-V, à Rabat, la capitale du Maroc. Il est considéré comme l'un des établissements d'hôtellerie les plus emblématiques de la ville.

## Histoire et architecture
Construit dans les années 1930, pendant la période du Protectorat français au Maroc, l'hôtel Balima est un exemple de l'architecture coloniale française. L'hôtel a rapidement acquis une réputation de lieu de rendez-vous pour l'élite politique, intellectuelle et artistique de l'époque. Fondé par Louis Mathias, un Français originaire de Bourgogne, il a été inauguré et ouvert au grand public en octobre 1932.
Le bâtiment se distingue par sa façade imposante et élégante, de style Art déco, qui s'intègre dans le paysage urbain du centre-ville de Rabat. Les intérieurs conservent une ambiance d'antan, avec des touches de design traditionnel marocain et de l'époque coloniale. Le Balima est connu pour ses hauts plafonds, ses grandes baies vitrées et ses espaces communs spacieux. Il est décrit comme le « fleuron du patrimoine hôtelier du Royaume [du Maroc] ».
La gare de Rabat-Ville et le Parlement du Maroc sont situés à proximité de l'hôtel.
Il appartient au groupe Balima.

## Dans la culture populaire
L'Hôtel Balima a servi de décor à plusieurs films et a été mentionné dans des œuvres littéraires, ce qui témoigne de son importance dans l'imaginaire collectif marocain. Il est souvent perçu comme un symbole d'une certaine nostalgie, celle du Rabat d'autrefois.
Malgré l'émergence de nouveaux hôtels modernes à Rabat, l'Hôtel Balima a su conserver son atmosphère et sa clientèle.